# Pyramica dentinasis
Pyramica dentinasis är en myrart som först beskrevs av Kempf 1960.  Pyramica dentinasis ingår i släktet Pyramica och familjen myror. Inga underarter finns listade i Catalogue of Life.